# Ardeola grayii

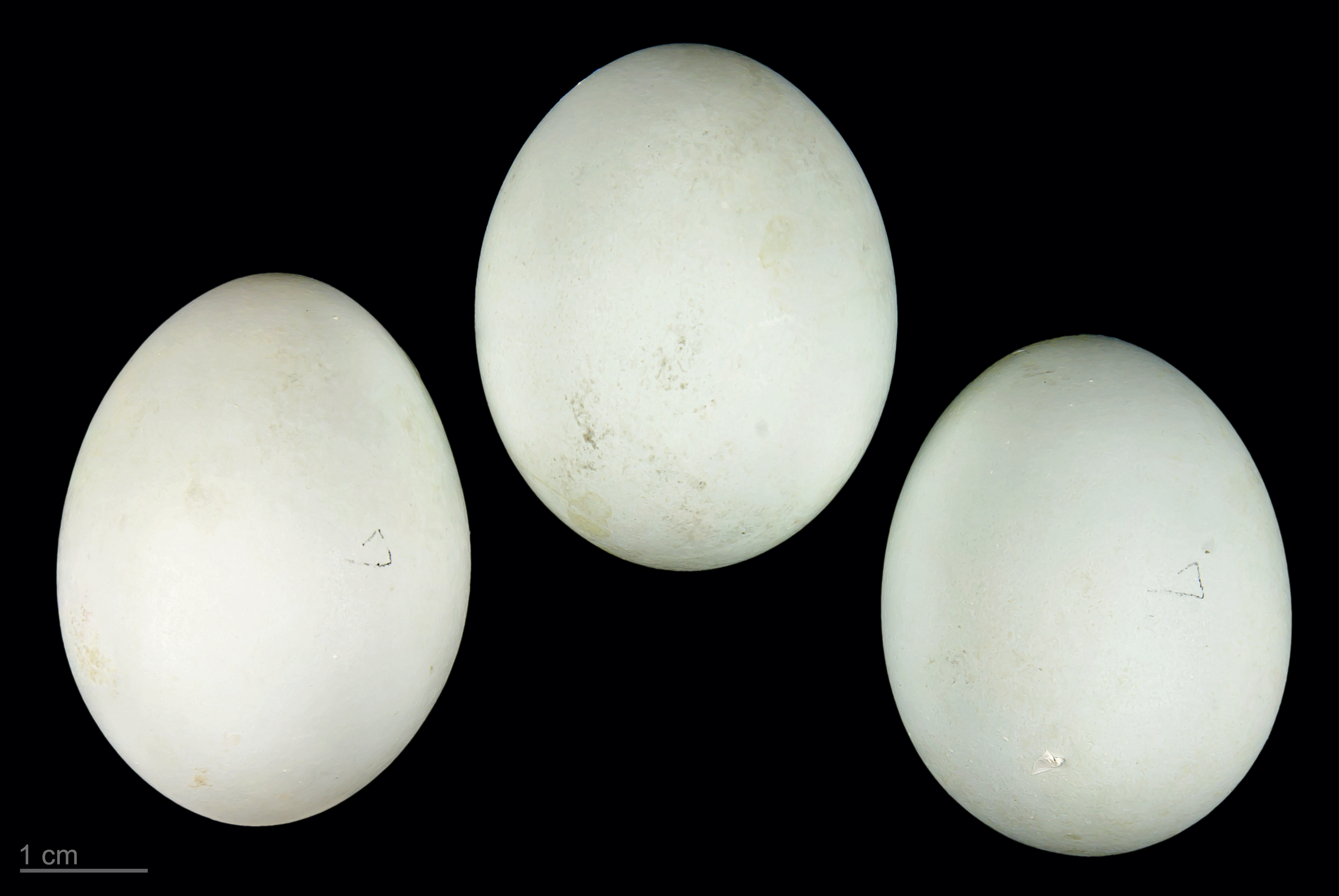
Ardeola grayii - MHNT

La garcilla hindú o garcilla india (Ardeola grayii) es una especie de ave pelecaniforme de la familia Ardeidae originaria de Asia, de la península arábiga hasta Vietnam.

## Características
En invierno los adultos tienen el cuello corto, y en verano su cuello se estira y se hace mucho más largo. Cuando llega a su edad madura puede alcanzar de 45 a 50 cm de alto.

## Historia natural
Habita cerca del agua dulce, salobre o salada. Realiza sus nidos en los árboles o arbustos, puede llegar a poner de 3 a 5 huevos y puede ocurrir que a alguno de los dos padres se le coloreen las patas de un color rojo antes o durante la incubación.
Se alimentan de peces, insectos y anfibios pequeños. Es una especie muy común en India dónde se muestra a menudo bastante dócil y es fácilmente accesible. Puede verse a menudo buscar alimento alrededor de los montones de la basura en las afueras de pueblos, así como en los hábitats más naturales.